# Werner Seubert
Werner Seubert (* 23. Januar 1950 in Großwallstadt) ist ein ehemaliger deutscher Fußballspieler, dessen größter Erfolg der Gewinn des österreichischen Pokals mit dem FC Wacker Innsbruck im Jahre 1979 war.

## Laufbahn
Zu Beginn des Jahres 1969 wechselte Seubert vom SV Großwallstadt zum 1. FC Nürnberg und kam dort zuerst in dessen Amateurmannschaft in der Bayernliga zum Einsatz. Während seiner ersten Saison bei den Profis wusste er mit 11 Toren in 19 Spielen zu überzeugen. In der darauffolgenden Spielzeit wurde er allerdings durch seine Versetzung in die Abwehrreihe des Clubs sowie eine Verletzung zurückgeworfen.
Zur Saison 1971/72 wechselte Seubert zum Regionalligakonkurrenten FC Bayern Hof und fand dort in Karl-Heinz Zapf, Ludwig Schuster und Wolfgang Breuer starke Konkurrenz im Offensivbereich vor. In der regulären Saison brachte Seubert es dort auf 13 Einsätze und 3 Torerfolge. Durch die Vizemeisterschaft in der Regionalliga Süd war der FC Bayern Hof zur Teilnahme an der Aufstiegsrunde zur Bundesliga berechtigt, scheiterte dort aber unter anderem am Wuppertaler SV. Seubert stand in allen 8 Spielen der Aufstiegsrunde in der Startelf und erzielte 3 Tore.
Nach einer weiteren Saison beim FC Bayern Hof, in der Seubert 7 Tore in 16 Spielen erzielte, wechselte der Stürmer zum Bayernligisten SpVgg Weiden und wurde dort mit 25 Treffern Torschützenkönig der Bayernliga 1973/74.
Dies blieb beim Zweitligisten 1. FC Schweinfurt 05 nicht unbemerkt und so wechselte Seubert zur Saison 1974/75 der 2. Bundesliga Süd nach Unterfranken. Auch in Schweinfurt bestätigte Seubert seine Torgefährlichkeit und bildete mit dem ehemaligen deutschen Nationalspieler Lothar Emmerich ein gefährliches Angriffsduo. Beide Spieler trafen je sechzehnmal und trugen so zur starken Saison der Schweinfurter bei, die nur aufgrund der schlechteren Tordifferenz gegenüber dem FK Pirmasens nicht an der Relegation zur Bundesliga teilnehmen durften. Schweinfurt konnte allerdings nicht an diese starke Spielzeit anknüpfen und stieg in der Folgesaison etwas überraschend in die Bayernliga ab. Auch Seubert, der wieder vermehrt in der Abwehr eingesetzt wurde, konnte seine Bilanz aus dem Vorjahr nicht bestätigen und kam auf nur 6 Treffer bei 28 Einsätzen.
Seubert begleitete den 1. FC Schweinfurt zwar in die Bayernliga, wechselte aber zum Ligakonkurrenten 1. FC Amberg. Dort blieb er allerdings nur sechs Monate und zu Beginn des Jahres 1977 schloss er sich dem rheinhessischen Verein Wormatia Worms an. 
Nach dem Aufstieg in die 2. Bundesliga mit der Wormatia begann Seuberts wohl beste Phase der Karriere. Ganze 40 Tore erzielte er in nur 46 Spielen der 2. Bundesliga Süd. Sein Trainer Eckhard Krautzun charakterisierte Seubert folgendermaßen:
„Ein introvertierter Mann, der sich hundertprozentig auf seine Aufgabe konzentriert, ein Musterbeispiel für einen Profi. Physisch und psychisch bereitete er sich optimal vor. Wenn er einmal kein Tor schießt, ist er unglücklich, schläft nicht. Er hat die sagenhafte Gabe, im richtigen Moment am richtigen Ort zu sein. Das kann ihm kein Trainer beibringen. Spielerisch ist er auch äußerst stark, bindet nicht nur zwei Mann, sondern lässt sich auch geschickt zurückfallen und bereitet für seine Nebenleute Möglichkeiten vor.“ 
In seiner zweiten Saison bei der Wormatia kämpfte der Großwallstädter zusammen mit namhaften Spielern wie Dragoslav Stepanović oder Egon Bihn an der Tabellenspitze der 2. Liga um den Aufstieg in die Fußball-Bundesliga. In der Winterpause wechselten allerdings – unter anderem aufgrund finanzieller Probleme im Zuge der „Heyn-Affäre“ – Eckhard Krautzun, Niels Poulsen und Thomas Zander zum TSV 1860 München, einem der größten Konkurrenten der Wormser im Kampf um den Aufstieg, was den Aufstiegshoffnungen der Wormatia einen herben Dämpfer versetzte. Auch Seubert entschied sich zu einem Wechsel in der Winterpause und schloss sich dem österreichischen Erstligisten FC Wacker Innsbruck an.
Dort dauerte es, bis Seubert seine Torjägerqualitäten unter Beweis stellte. Erst in seinem zehnten Meisterschaftsspiel, bei einem 4:2-Sieg über den SK Rapid Wien, platzte der Knoten und Seubert konnte seinen ersten Ligatreffer verbuchen. Diesem ließ er allerdings nur noch zwei weitere folgen, was unter dem Strich eine Bilanz von 3 Toren in 14 Ligaspielen bedeutete. Am Ende der Saison stand der Abstieg des FC Wacker in die 2. Division fest.

Im österreichischen Pokal spielte Seubert wiederum eine wesentlich wichtigere Rolle für Wacker Innsbruck. Im Viertelfinalspiel gegen SV Austria Salzburg erzielte Seubert das spielentscheidende Tor zum Endstand von 2:0 und im Hinspiel des Finales gegen den FC Admira/Wacker schoss Seubert das einzige Tor im Innsbrucker Tivoli. Durch ein 1:1 im Rückspiel sicherte sich Wacker den Sieg im österreichischen Pokal 1979.
Werner Seubert begleitete Wacker Innsbruck nicht auf deren Weg in die 2. Division. Stattdessen wechselte er zum Freiburger FC, wo der Großwallstädter mit 12 Toren letztmals eine zweistellige Trefferzahl in der 2. Liga aufweisen konnte. Die SpVgg Fürth war dann Seuberts abschließende Station im Profifußball. Seine Karriere ließ er im Amateurbereich beim FC Bayern Hof und dem VfB Rehau ausklingen.
Insgesamt absolvierte Werner Seubert 134 Spiele in der 2. Bundesliga Süd und erzielte dabei 77 Tore.